# Raddusa
Raddusa (Raddusa in siciliano) è un comune italiano di 2 768 abitanti della città metropolitana di Catania in Sicilia.
Situato al confine con la provincia di Enna, nella Sicilia centrale, si trova a 350 metri s.l.m. sulle colline tra la piana di Catania e i Monti Erei. L'attività economica prevalente è l'agricoltura, in particolare la coltivazione di grano duro.
Dal 2022 la città fa parte del progetto del Primo parco mondiale dello stile di vita mediterraneo insieme ad altre 103 città del centro Sicilia.

## Storia
Le origini del centro abitato non sono certe; è probabile che si sia formato come casale di sosta lungo il percorso della "regia trazzera" che conduceva a Palermo.
Nel 1810 il Marchese Francesco Maria Paternò, ottenne da Ferdinando III, l'autorizzazione a fondare un villaggio, nel quale lentamente affluirono famiglie di contadini.
Lo sviluppo economico del borgo si ebbe in conseguenza dello sviluppo dell'estrazione dello zolfo. il 1º gennaio 1860 fu elevato a comune.. Quando venne costruita la ferrovia Raddusa ebbe una sua stazione. 

### Simboli
Stemma
(Art. 3 del Regolamento sull'uso dello stemma del gonfalone)
Gonfalone
(Art. 5 del Regolamento sull'uso dello stemma del gonfalone)

## Società

### Evoluzione demografica
Abitanti censiti

## Cultura

### Festa patronale
A Raddusa san Giuseppe si festeggia due volte l'anno, il giorno della festa liturgica il 19 marzo e il 19 settembre, giorno scelto come festa patronale. 

Il 19 settembre si festeggia tradizionalmente come ringraziamento al santo per il grano raccolto nella passata stagione. Durante la giornata si celebrano due Messe nella Chiesa Immacolata Concezione una la mattina e una la sera dopo la processione. È d'uso dopo le celebrazioni religiose passeggiare per la via Regina Margherita piena di bancarelle e con tutte le serrande dei negozi e bar aperte. In tarda serata di solito si svolge anche uno spettacolo musicale sul palcoscenico allestito in piazza Umberto I, centro del paese posto tra la Chiesa Madre e la via Regina Margherita.
Il 19 marzo è invece consolidata tradizione realizzare gli altari votivi. Alcuni abitanti infatti preparano questi grandi altari ricoperti di cibo, distribuito tradizionalmente ai più poveri del paese, per una grazia ricevuta o come impegno affinché il Santo risolva un problema.

Recentemente è diventata usanza invitare più persone possibili a mangiare quel cibo dopo la benedizione del prete locale, dando vita a delle vere e proprie feste in cui scambiare quattro chiacchiere e commentando la squisitezza di quanto mangiato. Tra i piatti tradizionali c'è la pasta di San Giuseppe, una minestra a base di legumi con pasta fatta in casa. La preparazione di questa pietanza avviene in una grande pentola, chiamata cuadara (o caudara), e distribuita con dei mestoli nei piatti o nelle pentole che gli invitati hanno portato dalla propria casa.

## Amministrazione
Di seguito è presentata una tabella relativa alle amministrazioni che si sono succedute in questo comune.
| Periodo          | Periodo           | Primo cittadino          | Partito                                 | Carica  | Note       |
| ---------------- | ----------------- | ------------------------ | --------------------------------------- | ------- | ---------- |
| 18 giugno 1988   | 23 giugno 1992    | Giovanni Allegra         | Partito Comunista Italiano              | Sindaco | [ 8 ]      |
| 5 novembre 1989  | 5 settembre 1990  | Sebastiano Soprano       | Partito Comunista Italiano              | Sindaco | [ 8 ]      |
| 7 giugno 1993    | 5 maggio 1994     | Angelo Stefano Moschetto | Democrazia Cristiana                    | Sindaco | [ 8 ]      |
| 5 maggio 1994    | 1º dicembre 1997  | Elio Cigna               | Partito Socialista Democratico Italiano | Sindaco | [ 8 ]      |
| 1º dicembre 1997 | 28 maggio 2002    | Giovanni Allegra         | Forza Italia                            | Sindaco | [ 8 ]      |
| 28 maggio 2002   | 15 maggio 2007    | Giovanni Allegra         | Forza Italia                            | Sindaco | [ 8 ]      |
| 16 maggio 2007   | 9 maggio 2012     | Cosimo Marotta           | Democratici di Sinistra                 | Sindaco | [ 8 ]      |
| 9 maggio 2012    | 11 giugno 2017    | Cosimo Marotta           | Democratici di Sinistra                 | Sindaco | [ 8 ]      |
| 11 giugno 2017   | 11 giugno 2022    | Giovanni Allegra         | Forza Raddusa                           | Sindaco | [ 8 ]      |
| 12 giugno 2022   | 27 settembre 2024 | Emilio Cosentino         | Noi per Raddusa                         | Sindaco | Sfiduciato |
| 28 Maggio 2025   | In carica         | Giuseppe Marino          | Raddusa vale di più                     | Sindaco |            |